# Uncus
L'uncus è ciascuna delle estremità anteriori dei giri paraippocampali. È separato dall'apice del lobo temporale da una stretta fenditura chiamata l'incisura temporalis. L'uncus riceve fibre nervose direttamente dal bulbo olfattivo ed è considerato la sede della percezione cosciente degli odori nell‘uomo, come anche indicato da sensazioni soggettive di odori sgradevoli in casi di lesione.
La parola viene dal latino per uncino, il termine nel suo uso anatomico è stato coniato da Félix Vicq-d'Azyr (1748–1794).
Anche se in continuazione superficiale con il giro ippocampale, l'uncus è morfologicamente parte del rinencefalo.

## Significanza clinica
L'uncus segue la parte della corteccia olfattiva sul lobo temporale, e sono perciò messi in evidenza due aspetti dell'uncus clinicamente significanti: gli spasmi dell'uncinato e l'ernia encefalica, o nello specifico l'ernia uncale.
- Spasmi, spesso preceduti da allucinazioni di forti odori sgradevoli, originano spesso nell'uncus.
- In situazioni di tumore, emorragia, o edema, l'aumento di pressione nella cavità cranica, in modo speciale se la massa è situata nella fossa media, può spingere l'uncus oltre l'incisura tentoriale, contro il tronco encefalico e i suoi corrispondenti nervi cranici, evento che può sfociare in un'erniazione encefalica. Se l'uncus diviene erniato, il III nervo cranico, che corre immediatamente medialmente alla struttura, può comprimersi, causando problemi associati con un NCIII non funzionale - la pupilla del lato ipsilaterale non si costringe alla luce e assenza di movimento superiore-mediale dell'orbita, risultanti in una pupilla fissa e dilatata, e un caratteristico sguardo "giù e fuori" (down and out), dovuto alla dominanza dei nervi abducente e trocleare. Ulteriore pressione nel mesencefalo risulta in sintomi come letargia, coma, e morte dovuta a compressione del sistema reticolare attivatore ascendente del mesencefalo. Danni al midollo sono tipicamente ipsilaterali all'erniazione, anche se il peduncolo cerebrale controlaterale potrebbe essere spinto contro l'incisura tentoriale, risultando in una caratteristica indentazione conosciuta come incisura di Kernohan, ed emiparesi ipsilaterale, dato che le fibre che decorrono nel peduncolo cerebrale decussano (si intrecciano) nel midollo per il controllo dei muscoli nella parte opposta del corpo.

## Altre immagini

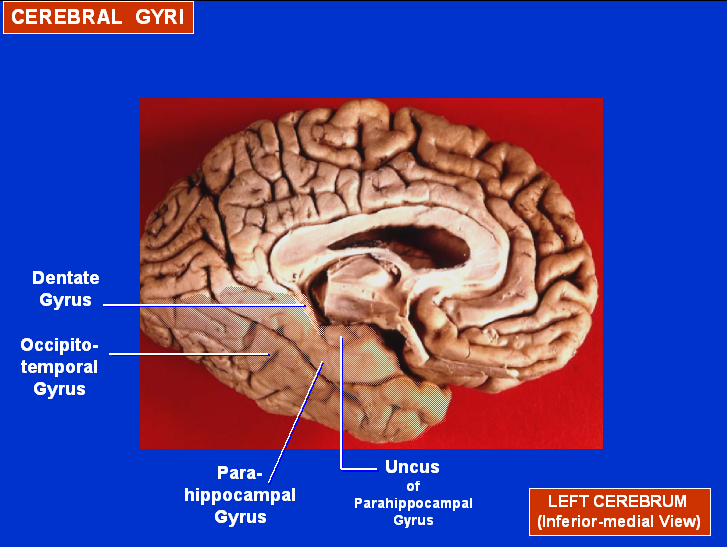
Visione mediale dell'encefalo umano (Uncus in blu)
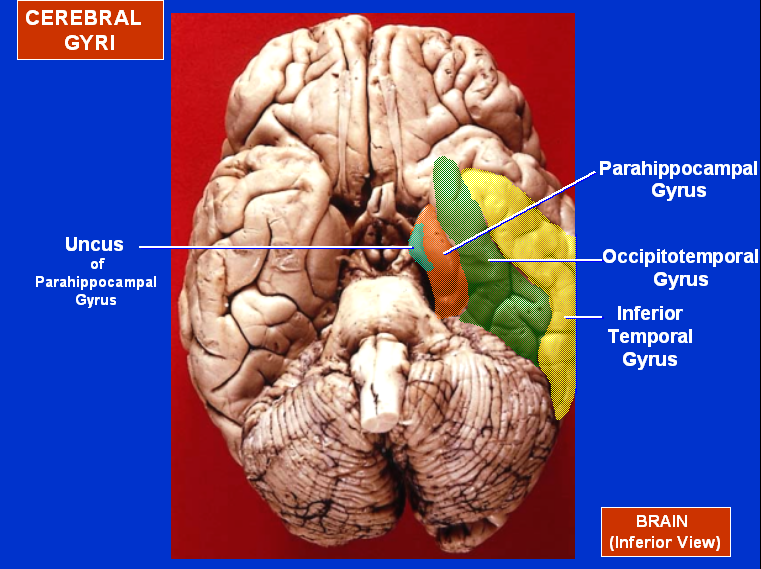
Visione inferiore dell'encefalo umano (Uncus in blu)
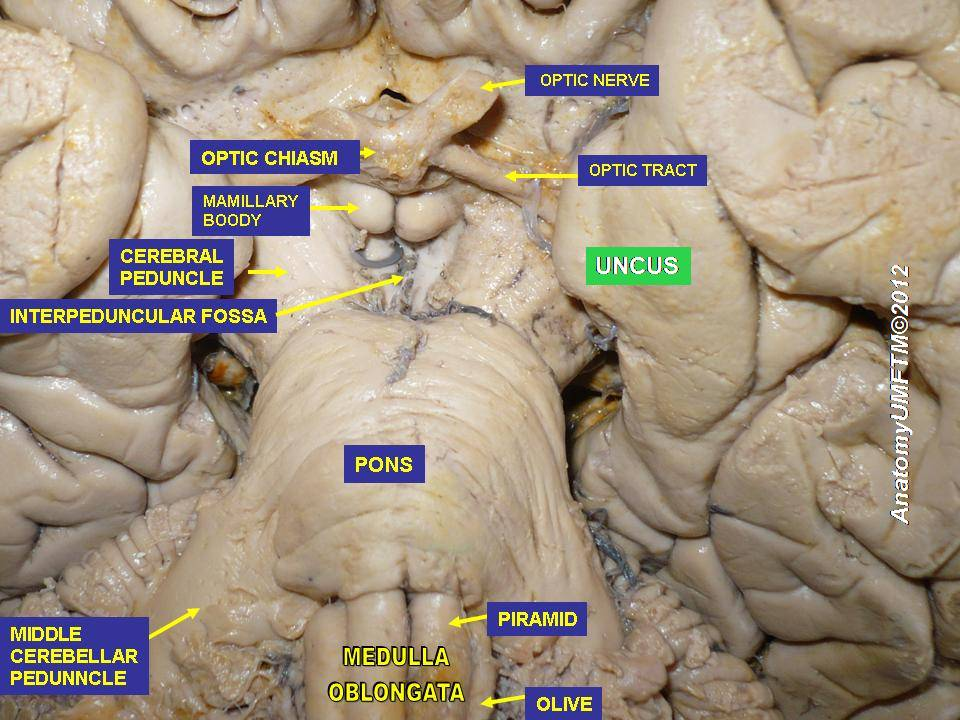
Uncus (testo verde)
Visione basale dell'encefalo umano
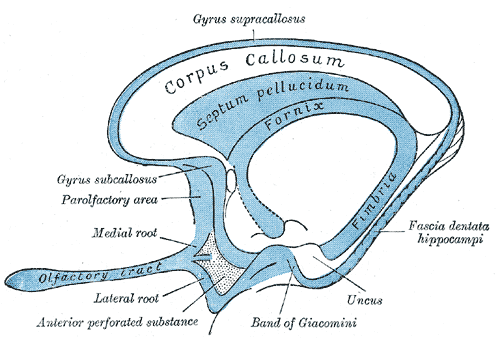
schema del rinencefalo. (Uncus in basso a destra.)
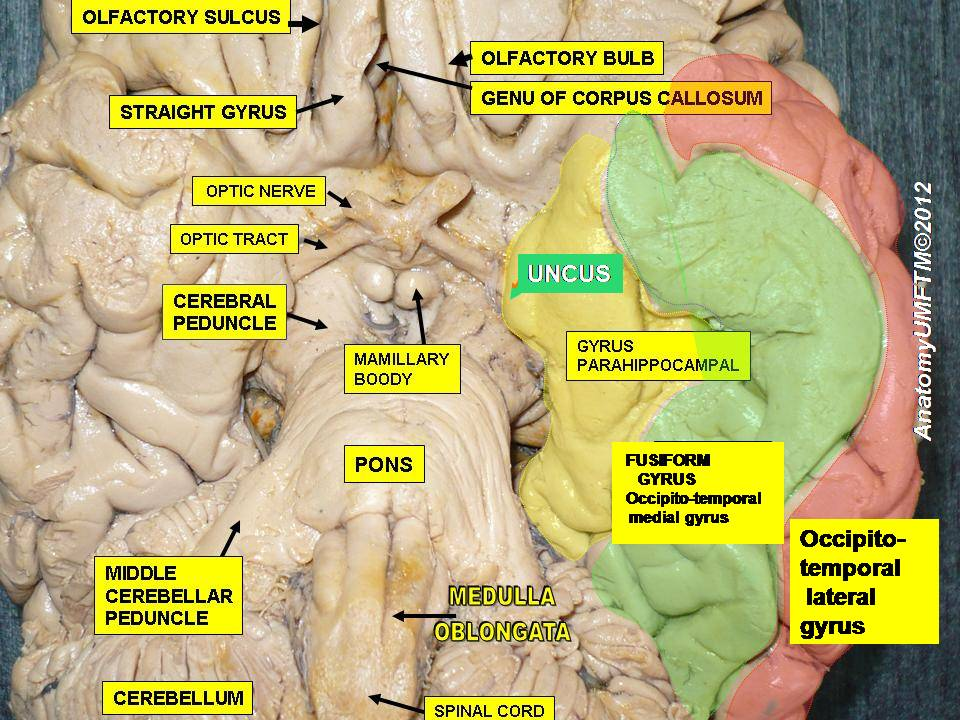
Uncus